# Direct Action
Direct Action è un film del 2004 diretto da Sidney J. Furie.

## Trama
Il sergente Frank Ghannon dirige da 15 anni la DAU (Direct Action Unit), finita sotto inchiesta da parte degli agenti federali che contestano furti, estorsioni, false testimonianze e omicidi. Il sergente, l'unico del suo reparto ritenuto innocente, è chiamato a testimoniare in tribunale riguardo all'operato dei suoi colleghi. A causa di ciò subisce numerosi attacchi da parte degli agenti del capitano Stone, che precedentemente ha saputo di ciò e per impedirgli di andare a deporre, gli offre una promozione a tenente o una gratifica corrispondente a milioni di dollari, ma non accetta. Inizia così uno dei giorni più lunghi della sua vita, in cui deve addestrare una recluta Billie Ross, che, riuscendo a capire i problemi del sergente, lo aiuterà a risolverli.